# Østfinlands regionsforvaltning
Østfinlands regionsforvaltning (svensk: Östra Finlands regionförvaltningsverk eller Regionförvaltningsverket i Östra Finland, finsk: Itä-Suomen aluehallintovirasto) er den regionale statsforvaltning i det østlige Finland. 
Den 1. januar 2010 blev Østfinlands len nedlagt, og lenets hidtidige opgaver blev delt mellem Østfinlands regionsforvaltning og de nyoprettede Erhvervs-, trafik- og miljøcentraler. 

## Geografisk område
Regionsforvaltningens hovedkontor ligger i Sankt Michel, og der er afdelingskontorer i Kuopio og Joensuu. 
Regionsforvaltningen dækker følgende landskaber (svenske navne i parentes): 
- Pohjois-Karjala (Norra Karelen)
- Pohjois-Savo (Norra Savolax)
- Etelä-Savo (Södra Savolax)

De største byer i regionsforvaltningens område er:
- Kuopio, Joensuu, Mikkeli (S:t Michel), Savonlinna (Nyslott) og Varkaus.

## Erhvervs-, trafik- og miljøcentraler
En Erhvervs-, trafik- og miljøcentral (svensk: närings-, trafik- och miljöcentralen (ntm-centralen, ntm), finsk: elinkeino-, liikenne- ja ympäristökeskus (ely-keskus, ely)) har tre ansvarsområder. Det er:
- erhverv, arbejdskraft, kompetencer og kultur
- trafik og infrastruktur
- miljø og naturressourcer

Centralen i Kuopio, (Norra Savolax) tager sig af alle tre ansvarsområder, mens centralerne i Sankt Michel (Södra Savolax) og Joensuu (Norra Karelen) hver tager sig af to ansvarsområder. 